# バトゥ・ティガ駅
バトゥ・ティガ駅（バトゥ・ティガえき、マレー語:Stesen Batu Tiga）はマレーシアのセランゴール州シャー・アラムにある、マレー鉄道の駅。
当駅に乗り入れている路線は、線路名称上はポート・クラン支線であるが、運転系統上はKTMコミューターのポート・クラン線として案内される。

## 歴史
- 1995年8月28日 - KTMコミューター スントゥル - シャー・アラム間運行開始。

## 駅構造
相対式ホーム2面2線をもつ地上駅である。ホームに面した上下線の間に通過線2線がある。駅舎は南側にあり、下りホームに面している。上りホームへは構内の跨線橋で結ばれている。
| 1 | 2 ポート・クラン線（下り） | シャー・アラム、ポート・クラン方面   |
| 2 | 2 ポート・クラン線（上り） | KLセントラル、タンジュン・マリム方面 |

## 隣の駅
マレー鉄道
2 ポート・クラン線
スバン・ジャヤ駅 (KD09) - バトゥ・ティガ駅 (KD10) - シャー・アラム駅 (KD11)